# ЛМН (малая надувная лодка)
ЛМН — малая надувная лодка.
Лодка предназначена для переправы разведчиков, мелких подразделений пехоты и для обслуживания переправ.
Состояла на вооружении в 30-40-х годах. 

## Техническое описание
Лодка изготовлена из прорезиненной ткани, имеет матерчатую скамейку для гребца и специальное приспособление в носовой части для крепления пулемёта.
В комплект ЛМН входят:
- лодка;
- деревянное днище;
- два весла с манжетами;
- ножной мех;
- шланг короткий;
- чехол;
- сумка для хранения запасных частей;
- причальные штропы.

### Технические характеристики
- вес снаряженной лодки – 43 кг;
- длина – 320 см;
- ширина – 125 см;
- высота – 40 см;
- грузоподъемность 720 кг.